# Simulium albivirgulatum
Simulium albivirgulatum är en tvåvingeart som beskrevs av Wanson och Henrard 1944. Simulium albivirgulatum ingår i släktet Simulium och familjen knott. Inga underarter finns listade i Catalogue of Life.